# Ferenc Molnár
Ferenc Molnár (Budimpešta, 12. siječnja 1878. – New York City, 1. travnja 1952.) je bio jedan od najvećih mađarskih dramatičara i pisaca XX. stoljeća. Emigrirao je u SAD u bijegu od nacista koji su ubijali židove u Mađarskoj za vrijeme II. svjetskog rata. 
Kao romanopisac, zapamćen je po djelu Junaci Pavlove ulice, koji govori o rivalstvu dvije skupine dječaka u Budimpešti.To je jedan od najljepših dječjih romana o prijateljstvu, hrabrosti i životnoj okrutnosti. Roman koji razgolićuje tragiku djetinjstva u velegradu, gdje nema dovoljno prostora za igru, pa komadić zemljišta između visokih velegradskih zgrada postaje smisao dječjeg života. Borba dječaka Pavlove ulice i ˝Crvenih košulja˝ za taj komadić zemlje poprima sve prizvuke domoljubnog zanosa. Taj roman je u piščevoj rodnoj zemlji jako cijenjen. U anketi jednog časopisa u Mađarskoj završio je na drugom mjestu među najboljim romanima u 2005. Nekoliko puta je ekraniziran.
Molnárove najistaknutije drame su Liliom, Čuvar, Labud i Čamac bez gospodara.